# Metanet
Metanet er et decentraliseret netværk, ligesom Freenet. Men Metanet er specialt designet så det er sværere at finde ud af identiteten på de andre brugere tilkoblet netværket, som så anonymt kan køre servere og diverse IPv4 servicer.